# 171433 Prothous
171433 Prothous este o planetă minoră (asteroid), cu un diametru de 12,625 km, din Asteroid troian al lui Jupiter. A fost descoperită pe 7 septembrie 2007 la Observatorio de La Cañada⁠(d) de Juan Lacruz⁠(d) și a fost numită după Prothous⁠(d). 
Obiectul prezintă o orbită caracterizată de o semiaxă mare de 5,2646146072808 UAi, o excentricitate de 0,053, o înclinație de 5,5 ° în raport cu ecliptica.